# Pedro II de Alejandría
Pedro II de Alejandría fue patriarca de Alejandría que sucedió a Atanasio en el año 373 y que murió antes del Primer Concilio de Constantinopla.
Exiliado durante varios años en Roma, donde enseñó a los aristócratas romanos, ayudando así a desarrollar el monacato romano, se sabe que es mencionado en el Edicto de Tesalónica junto al obispo de Roma Dámaso I como modelo del cristianismo niceno que el emperador Teodosio I pretendía promover.

## Biografía
Los elementos biográficos relativos a esta personalidad son escasos. Un sacerdote alejandrino, Jerónimo de Estridón atestigua que era hermano del patriarca de Alejandría, Atanasio de Alejandría, Pedro apareció en la historia en 373, cuando este último lo nombró en su lecho de muerte para sucederle. Sin embargo, tan pronto como fue investido, fue encarcelado por el emperador Valente, quien, tal vez aconsejado por el obispo Demófilo de Constantinopla, pretendía promover el cristianismo homeano.

### Exilio en Roma
El prefecto de Egipto, Elio Paladio  y e conde de la sagrada dádiva Vindaonio Magno lo sustituyó por el presbítero Lucio —consagrado obispo de Alejandría por el partido homeo desde 362— Condenaron al exilio o a las minas a una veintena de presbíteros y diáconos,a los que acusaron de ser «abominables enemigos del derecho romano »3. Pedro huyó a Roma, donde permaneció hasta 378, justificando en una encíclica el abandono de su Iglesia por el poder militar desplegado contra él.
Llegó a Roma acompañado de monjes, donde pronto comenzó a enseñar a los aristócratas romanos la «disciplina de vírgenes y viudas»  y que explica la similitud entre el monacato romano y el ascetismo egipcio. Su influencia se ejerció en particular sobre Marcela de Roma y otras «damas del círculo del Aventino» que practicaban el ascetismo y la continencia en sus palacios, a imitación de las prácticas orientales inspiradas en la lectura de la Vida de Antonio a la que pudieron tener conocimiento por Pedro.

### Regreso a Alejandría
Abandonó Roma después de un sínodo celebrado en Roma hacia finales del 377, en el que se reafirmó la ortodoxia nicena, sintiendo que había llegado el momento de reclamar su sede, sobre todo porque es posible que el partido niceno se hubiera beneficiado de una amnistía de Valente, aunque este punto es discutido. Sea como fuere, regresó a Alejandría hacia junio del 378 y, a su vuelta, el pueblo alejandrino expulsó a Lucio y éste se refugió en Constantinopla, buscando la ayuda del emperador. Pedro buscó entonces consolidar su base popular y acogió a los arrianos en su Iglesia, lo que le valió la acusación —según Jerónimo— de haber sido comprado por ellos.
En febrero del 380, Pedro fue citado como ejemplo por Teodosio I en el edicto de Tesalónica que promovía la Fe Nicena que se reputaba haber sido transmitido a los romanos por el propio apóstol Pedro y practicado por los patriarcados apostólicos dirigidos por los obispos de Roma Damaso y Alejandría. y practicado por los patriarcados apostólicos dirigidos por los obispos de Roma Damaso y Alejandría Pedro, simbolizando la unidad de Oriente y Occidente en una misma fe: «deseamos que todos los pueblos gobernados por la justa medida de Nuestra Clemencia vivan en la religión que el divino apóstol Pedro —como proclama esta misma religión, introducida por él y continuada hasta nuestros días— transmitida a los romanos y que evidentemente siguen el pontífice Dámaso I y Pedro, obispo de Alejandría, hombre de santidad apostólica». Esta declaración atestigua la autoridad doctrinal de que gozaba entonces el titular de la sede de Alejandría.
Sin embargo, en el mismo año, Pedro, quizá motivado por un antiguo antagonismo entre él y Melecio de Antioquía, apoyó, junto con otros obispos egipcios —que tendían a considerar el episcopado de Constantinopla, aún dominado por la corriente antinicena, como un satélite de Alejandría— a Melecio de Antioquía, el nombramiento de uno de sus compatriotas, un filósofo cínico llamado Máximo, discípulo de Atanasio, como obispo de la facción antiarriana  de la nueva capital contra el capadocio Gregorio Nacianceno. La decisión del emperador Teodosio I a favor de este último debilitó la posición de árbitro que Pedro pretendía desempeñar para las Iglesias orientales  y murió antes del Concilio celebrado en Constantinopla en 381. Le sucedió al frente del episcopado alejandrino su hermano Timoteo.

## Escritos
Ha sobrevivido una carta notablemente detallada de Pedro en la que relata los acontecimientos que rodearon la imposición de Lucio como cabeza del episcopado alejandrino por parte de Elio y Magno, carta conservada por Teodoreto de Ciro en su Historia Eclesiástica.